# Dividendo de paz
El dividendo de la paz fue un eslogan político popularizado por el presidente estadounidense George H.W. Bush y la primera ministra británica Margaret Thatcher a la luz de la disolución de la Unión Soviética entre 1988 y 1991, que describía el beneficio económico de una disminución del gasto en defensa. El término se usó con frecuencia al final de la Guerra Fría, cuando muchas naciones occidentales redujeron significativamente el gasto militar, como la revisión de defensa de "Opciones para el cambio" (Options for Change) de Reino Unido en 1990. Ahora se utiliza principalmente en debates relacionados con la disyuntiva entre cañones o mantequilla.

## Validez
Si bien las economías sufren una recesión después del final de un conflicto importante, ya que la economía se ve obligada a ajustarse y reorganizarse, un "dividendo de la paz" se refiere a un beneficio potencial a largo plazo, ya que se supone que los presupuestos para gastos de defensa se redirigen al menos parcialmente a programas sociales y/o una disminución en las tasas impositivas. La existencia de un dividendo de paz en las economías reales todavía se debate, pero algunas investigaciones apuntan a su realidad.
Una discusión política sobre el dividendo de la paz resultante del final de la Guerra Fría implica un debate sobre qué países han reducido realmente el gasto militar y cuáles no. La reducción del gasto en defensa se notó principalmente en Europa Occidental y en la Federación Rusa. Estados Unidos, cuyo gasto militar se redujo rápidamente entre 1985 y 1993 y se mantuvo estable entre 1993 y 1999, lo aumentó drásticamente después de los atentados del 11 de septiembre de 2001, para financiar conflictos como la Guerra contra el Terror , la Guerra en Afganistán y la Guerra de Irak.